# Айзенхардт, Луиза
Франциска Мария Луиза Каролина фон Айзенхардт (Эйзенгарт) (урождённая фон Кобелль) (нем. Lusie Eisenhart; 13 декабря 1827, Мюнхен — 28 декабря 1901, там же) — немецкая писательница, филолог и искусствовед

## Биография
Родилась в семье учёного-минералога, писателя Франца фон Кобелля. С юности вращалась в высших слоях баварского общества, дружила с видными представителями культуры и науки.
В 1857 году вышла замуж за юриста Августа фон Айзенхардта, позже советника, секретаря кабинета баварского короля Людвига II. Благодаря мужу познакомилась с поэтом Йозефом Виктором фон Шеффелем и богословом Игнацем фон Дёллингером, позже написала их биографии.

## Творчество
Известна своими работами по истории немецкой литературы и искусства (преимущественно, средневекового).
В число основных работ Л. фон Айзенхардт входит также описание первых четырёх королей Баварии, которое является важным источником для изучения периода Бидермейера и Людвига II. Посмертно опубликовала некоторые из поздних стихов отца, переиздавала его книги, написала первую биографию отца под названием «Franz von Kobell — Eine Lebensskizze» (1884)).
Была награждена золотой медалью Людвига за науку и искусство в 1890 году.
Похоронена на Старом южном кладбище в Мюнхене.

## Избранные публикации
- Nordseebilder. Novellen. Norderney 1881.
- Franz von Kobell. Eine Lebensskizze. München 1884.
- Ignaz von Döllinger. München 1891.
- Kunstvolle Miniaturen & Initialen aus Handschriften des 4. bis 16. Jahrhunderts mit besonderer Berücksichtigung der in der Hof- und Staatsbibliothek zu München befindlichen Manuskripte. Geschichtliche Beiträge. München 1891.
- Parcival. Eine Heldensage in 12 Bildern. Nach den im Schloß Neuschwanstein befindlichen Gemälden von August Spieß. 2. Aufl. München 1892.
- Marie Alphonse. Erzählung. München 1894.
- Unter den vier ersten Königen Bayerns. Nach Briefen und eigenen Erinnerungen. 2 Bde. München 1894, Bd. 1, 2.
- Münchner Porträts. Nach dem Leben gezeichnet. München 1897.
- Koenig Ludwig der Zweite von Bayern und die Kunst. Die bayrischen Königsschlösser und ihr Schöpfer. München 1898.
- König Ludwig II. und Bismarck im Jahre 1870. Mit Faksimile des Kaiserbriefs Leipzig 1899.
- Farben und Feste. Essay. München 1900.
- Joseph Victor von Scheffel und seine Familie. Schwetzingen 1901.